# Editorial Moll
L'Editorial Moll és una editorial mallorquina fundada el 1934 pel filòleg Francesc de Borja Moll com a continuació de l'obra cultural que va iniciar el 1896 Antoni Maria Alcover i Sureda amb la publicació del primer volum de l'Aplec de Rondaies Mallorquines, format actualment per un conjunt de 24 volums. Entre d'altres iniciatives, el 1962 va acabar el Diccionari català-valencià-balear (10 Volums), inventari exhaustiu de la Llengua Catalana, i el 1953 va promoure la Biblioteca Raixa. El 1991 edità la Biblioteca Bàsica de Mallorca, una col·lecció de cinquanta volums amb el suport del Consell de Mallorca. En destaquen el primer títol, el Llibre d'Amic e Amat, de Ramon Llull i el setè, Els poetes romàntics de Mallorca.
L'octubre de 2014 va anunciar que tancaria mitjançant una carta pública, després de 3 anys en suspensió de pagaments. La lletra concloïa amb aquestes paraules: Els llibres sempre formaran part de la nostra vida i qui sap si en el futur ens retrobarem a través de nous projectes literaris. Fins aviat!. Un any més tard, aquest projecte literari es materialitzava amb la Institució Francesc de Borja Moll, una iniciativa concebuda per salvar el llegat de Francesc de Borja Moll i continuar l'activitat de l'Editorial Moll amb una nova personalitat jurídica.
El nou projecte va adquirir tots els actius de l'editorial, que estava en procés de liquidació concursal: els 350.000 volums del seu estoc, els 1.200 títols del seu catàleg, les marques Editorial Moll i Llibres Mallorca, tots els drets d'autor, l'historial econòmic amb la facturació i els contractes de més de 50 anys de vida empresarial, entre d'altres.

## Biblioteca Raixa[7]
Biblioteca Raixa és una col·lecció de llibres de butxaca destinats a divulgar obres d'autors moderns, catalans i estrangers, iniciada el juliol del 1954. Del 1956 al 1964 publicà anualment la miscel·lània Cap d'any, amb articles, cròniques sobre la vida cultural dels Països Catalans i bibliografia de l'any anterior. L'encarregada era Aina Moll Marquès.
Va tenir com a precedents la Biblioteca Raixa, sèrie de bibliòfil començada el 1945 per Llibres Mallorca, de la qual només sortiren dos volums, i els quaderns literaris Raixa, dirigits per Francesc de Borja Moll i Casasnovas, amb l'assessorament de Manuel Sanchis i Guarner i la col·laboració d'escriptors reconeguts (Josep Maria Benet i Jornet, Maria Aurèlia Capmany, Jordi Pere Cerdà, Salvador Espriu), dels quals només pogué aparèixer el número 1 el gener del 1953 per problemes amb la censura. El 1964, amb 71 volums publicats, es va interrompre la sèrie. La publicació es va reprendre el 1968 de manera que el novembre del 2011 se n'havien publicat 197 volums.

## Guardons
- 1987: Creu de Sant Jordi de la Generalitat de Catalunya.
- 1995: Premi Francesc de Borja Moll dels Premis 31 de desembre de l'Obra Cultural Balear.
- 2003: Medalla d'Or de la Comunitat Autònoma de les Illes Balears.